# Królestwo Libii
Królestwo Libii − państwo w Afryce, istniejące w latach 1951–1969 na terenie obecnego Państwa Libia.

## Historia
Przed II wojną światową Libia była włoską kolonią, jednak w roku 1943 armia tego kraju zmuszona była opuścić Libię, która dostała się pod okupację aliancką, a formalnie znalazła się pod kontrolą Wielkiej Brytanii i Francji w 1947, gdy Włochy oficjalnie zrzekły się tego terytorium. Dwa państwa dokonały podziału odpowiedzialności za poszczególne części Libii, przy czym Brytyjczycy objęli władzę w Trypolitanii i Cyrenajce, zaś Francuzi w Fazzanie. 21 listopada 1949 roku Zgromadzenie Ogólne Narodów Zjednoczonych wydało rezolucję o konieczności nadania Libii niepodległości przed początkiem roku 1952.
Idris, emir Trypolitanii i Cyrenajki, reprezentował Libię w czasie negocjacji z Narodami Zjednoczonymi i 24 grudnia 1951 roku ogłosił deklarację niepodległości Zjednoczonego Królestwa Libii, złożonego z Cyrenajki, Trypolitanii i Fazzanu, którego został królem. Każda z trzech części składowych państwa otrzymała autonomię.
28 marca 1953 roku Libia dołączyła do Ligi Arabskiej. Nowe państwo miało ogromne problemy z kadrą zarządzającą, bowiem Włosi w czasach kolonialnych nie edukowali miejscowych, a wszystkie stanowiska obsadzane były przez nich. Włosi, zarówno przybyli z metropolii, jak i urodzeni w Libii byli właścicielami większości najlepszych gruntów w kraju, a także mieli faktyczny monopol na wykształcenie. Z powodu tych trudności Brytyjczycy prowadzili początkowo znaczną część administracji. W 1955 roku rozpoczęto poszukiwania złóż ropy naftowej, pierwsze pole odkryto w 1959 roku, zaś wydobycie ruszyło w kolejne cztery lata później. Wydobycie ropy stało się jednym z filarów libijskiej gospodarki.
Król Idris zaprowadził w kraju monarchię absolutną i zakazał istnienia partii politycznych. W końcu lat 60. rząd króla był coraz bardziej niepopularny. Scentralizowany system formalnie federalnej Libii pogłębiał tradycyjne podziały regionalne i plemienne. 25 kwietnia 1963 roku zniesiono federalny ustrój kraju, a także zmieniono nazwę kraju na Królestwo Libii.
Monarchia została obalona 1 września 1969 roku przez grupę Wolnych Oficerów, kierowanych przez Muammara Kadafiego. Król, który przebywał na leczeniu w Turcji, nie powrócił już do kraju i do śmierci w 1983 roku przebywał na wygnaniu w Egipcie. Zamachowcy proklamowali utworzenie Libijskiej Republiki Arabskiej.

## Włosi w Libii
| Rok  | Włosi   | Udział | Populacja | Źródło                                                 |
| ---- | ------- | ------ | --------- | ------------------------------------------------------ |
| 1936 | 112 600 | 13,26% | 848 600   | Enciclopedia Geografica Mondiale K-Z, De Agostini,1996 |
| 1939 | 108 419 | 12,37% | 876 563   | Guida Breve d'Italia Vol. III, C.T.I., 1939            |
| 1962 | 35 000  | 2,1%   | 1 681 739 | Enciclopedia Motta, Vol. VIII, Motta Editore, 1969     |
| 1982 | 1 500   | 0,05%  | 2 856 000 | Atlante Geografico Universale, Fabbri Editori, 1988    |
| 2004 | 22 530  | 0,4%   | 5 631 585 | L'Aménagement Linguistique dans le Monde               |

Przez cały okres obecności kolonialnej Włosi osiedlali się w Libii, głównie na wybrzeżu. Osadnictwo było instytucjonalnie wspierane przez faszystowskie władze i Mussoliniego, który marzył o odbudowie Imperium rzymskiego. W chwili wybuchu II wojny światowej Włosi stanowili 12% populacji kraju. Po kapitulacji Włoch wielu z nich sukcesywnie wyjeżdżało do ojczyzny. Obecnie stanowią w Libii mniej niż 1% populacji.

### Trzy prowincje (1951-1963)
Początkowo Libia składała się z trzech regionów, Fazzanu, Cyrenajki i Trypolitanii, które były historycznymi krainami i cieszyły się w ramach Libii autonomią.

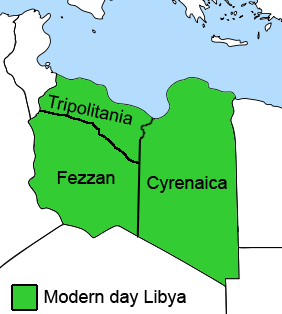
Prowincje do 1963 roku

| Prowincja    | Stolica  | Powierzchnia km² |
| ------------ | -------- | ---------------- |
| Cyrenajka    | Bengazi  | 775 000          |
| Fazzan       | Sabha    | 725 000          |
| Trypolitania | Trypolis | 250 000          |

### Reforma w roku 1963
Po zmianach w konstytucji w 1963 zlikwidowano trzy historyczne prowincje i utworzono nowe regiony, tzw. muhafazah.
- Al-Bajda
- Al-Chums
- Aubari
- Az-Zawija
- Bengazi
- Darna
- Gharyan
- Misrata
- Sabha
- Trypolis